# Ron Asheton

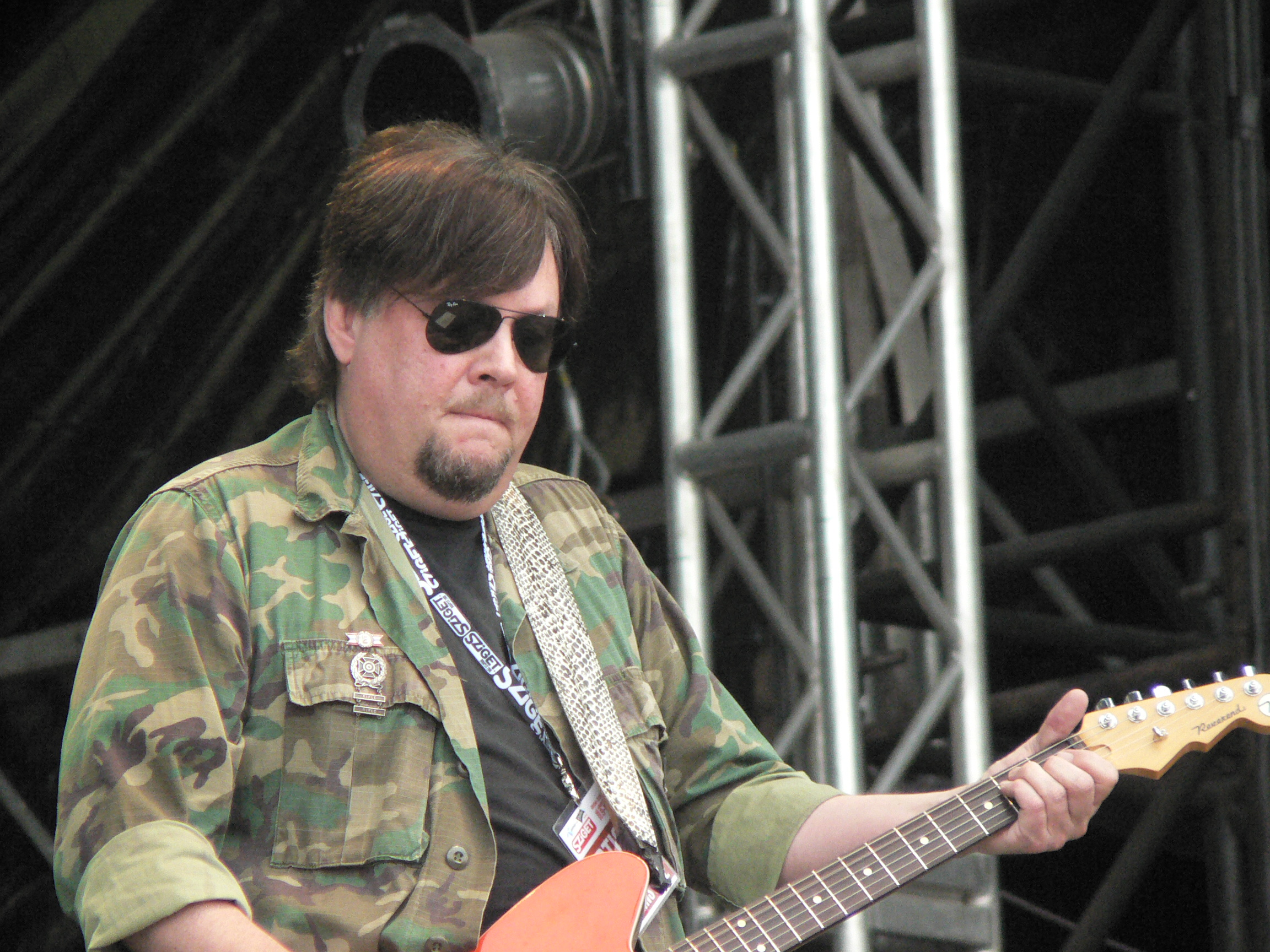
Ron Asheton (2006)

Ronald Franklin „Ron“ Asheton, Jr. (* 17. Juli 1948 in Washington, D.C.; † 6. Januar 2009 in Ann Arbor, Michigan) war ein US-amerikanischer Gitarrist und Bassist.

## Leben und Karriere

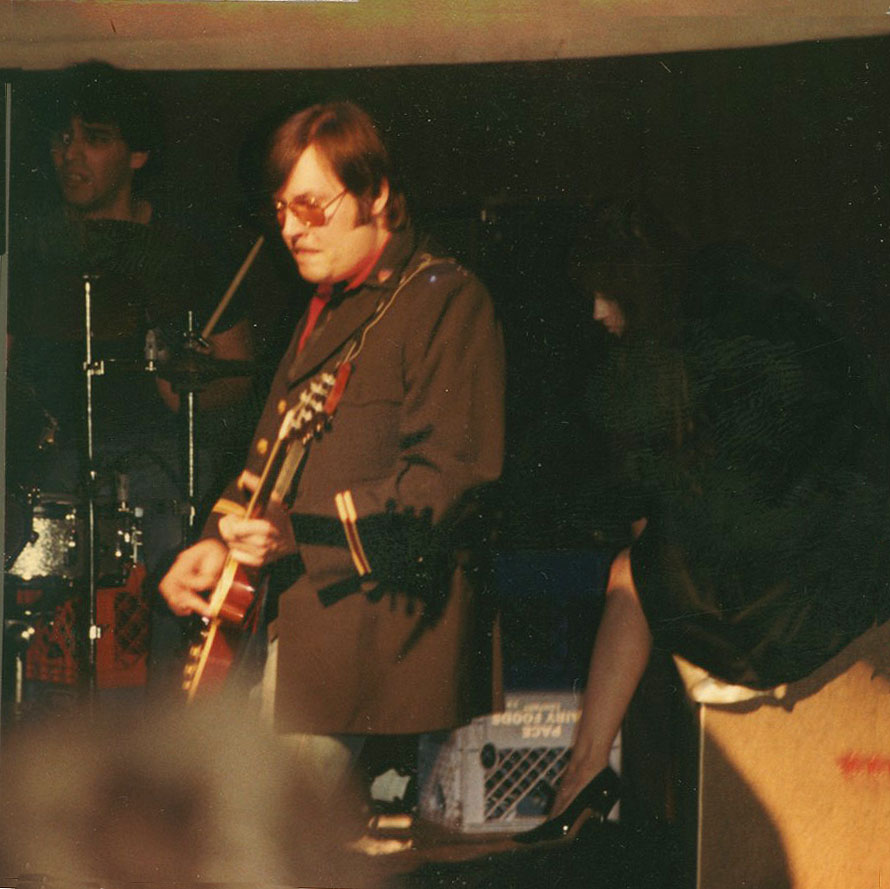
Ron Asheton (1982)

Ron Asheton war Gründungsmitglied und von 1967 bis 1971 Leadgitarrist, von 1972 bis 1974 Bassist der US-amerikanischen Rockband The Stooges. Gemeinsam mit Iggy Pop schrieb er auch für die ersten beiden Musikalben The Stooges und Fun House die Songs. Er wurde auf Drängen von Iggy Pop bei Raw Power an den Bass versetzt. Die Gitarrenarbeit übernahm James Williamson.
Er war auch der Leadgitarrist von The New Order, New Race, Destroy All Monsters und Dark Carnival. Er trat zusammen mit Gunnar Hansen (Leatherface) in dem Film Mosquito auf. Ron Asheton war der ältere Bruder von Scott und Kathy Asheton. Er wurde am 6. Januar 2009 tot in seiner Wohnung in Ann Arbor aufgefunden. Nach Polizeiangaben erlag er vermutlich einem Herzinfarkt, sein Leichnam wurde erst nach mehreren Tagen entdeckt.
Ron Asheton ist an Stelle 60 der Rolling Stone’s 100 Greatest Guitarists of All Time aufgeführt. In einer Liste aus dem Jahr 2003 hatte er Rang 29 belegt.

## Filmografie
- 1988: Stadt des Grauens
- 1992: Hellmaster
- 1995: Mosquito / Blood Fever / Nightswarm
- 1995: Legion of the Night / Dead City
- 1996: Frostbiter